# Rolf Sand
Rolf Sand, född 21 februari 1920 i Oslo, död 20 maj 2018 i Bærum i Akershus fylke, var en norsk skådespelare och regissör. Han var halvbror till Bjørn Sand och far till Elisabeth Sand.
Sand debuterade 1949 i titelrollen Ludvig Holbergs Den pantsatte bondedreng på Nationaltheatret. Han var engagerad där fram till 1952 och därefter vid Trøndelag Teater 1952–1954, Riksteatret 1954–1958, åter vid Nationaltheatret 1961–1962 och från 1962 vid Det norske teatret. Därutöver hade han frilansuppdrag vid Radioteatret och Centralteatret samt undervisade vid Statens Teaterhøgskole.
Bland hans roller återfinns titelrollen i Erasmus Montanus som han spelade både vid Trøndelag Teater och Riksteatret. Bland hans roller i sociala och tragiska skådespel kan nämnas Tom Wingfield i Glasmenageriet, Daly i Juno och påfågeln och Pilatus i Barabbas. Han spelade även absurd teater.
Sand filmdebuterade 1952 i Nödlandning och medverkade i sammanlagt 34 film- och TV-produktioner 1952–2005.
Som regissör gjorde Sand mestadels barnteater.

## Filmografi (urval)
- 1952 – Nödlandning
- 1958 – Pastor Jarman kommer hjem
- 1960 – Millionær for en aften
- 1961 – Bussen
- 1961 – Norges söner
- 1961 – Hans Nielsen Hauge
- 1961 – Bussen
- 1962 – Stackars stora starka karlar
- 1962 – Sønner av Norge kjøper bil
- 1966 – Svält
- 1968 – Bare et liv – historien om Fridjof Nansen
- 1970 – Douglas
- 1974 – Den siste Fleksnes
- 1974 – Hur man blir miljonär
- 1978 – Operation Cobra